# Go'natt Herr Luffare
Go'natt Herr Luffare är en svensk kortfilm från 1988 med Björn Gustafson i rollen som Manfred. Den baseras på en saga av Astrid Lindgren, som ingår i sagosamlingen Kajsa Kavat.

## Handling
Filmen handlar om de tre syskonen Sven, Anna och lill-Stina som lämnas ensamma hemma när deras föräldrar åker iväg för att gå på begravning. Innan föräldrarna reser förmanar de gång på gång över att de absolut inte ska öppna dörren för någon och absolut ingen luffare. 

## Rollista
- Björn Gustafson – Manfred, luffaren
- Peter Hall – Sven
- Stina Lindmark – Anna
- Astrid Bräne – Lill-Stina
- Lena T. Hansson – mamma
- Robert Broberg – pappa